# Wolves at the Gate
 I Wolves at the Gate sono un gruppo  Christian metalcore e post-hardcore di Cedarville, Ohio negli Stati Uniti. Formati nel 2008, sono attualmente sotto contratto per la Solid State Records, con cui la band ha pubblicato tre EP: We Are the Ones (2011), Back to School (2013) e Reprise (2015), quattro album in studio: Captors (2012), VxV (2014), Types & Shadows (2016), Eclipse (2019), Eulogies (2022), l'album di cover Lost In Translation (2023) ed un EP di Natale intitolato Lowborn nel 2022.

## Storia
La band si è formata nel 2008 e proviene da Cedarville, Ohio.
Nel settembre 2011, la band ha firmato per l'etichetta Solid State Records.
La band ha pubblicato il suo primo EP il 15 novembre 2011 intitolato We Are the Ones, e il secondo il 30 settembre 2013 intitolato Back to School .
La band ha pubblicato il suo album di debutto in studio Captors il 3 luglio 2012, con Solid State. Per la classifica settimanale Billboard charting week del 21 luglio 2012, Captors ha raggiunto il numero 7 nella classifica Billboard Christian Albums, e il numero 17 nella classifica Hard Rock Albums.
Il loro album successivo, VxV (Five by Five ), è stato pubblicato il 10 giugno 2014. La band ha pubblicato la canzone "Dust to Dust" il 24 aprile 2014. Il terzo album della band, Types and Shadows, è stato pubblicato il 4 novembre 2016.
Il loro quarto album, Eclipse, è stato annunciato il 24 aprile 2019, con una data di uscita prevista per il 26 luglio 2019. Allo stesso tempo, sono state rilasciate nuove foto della band con un nuovo membro, Joey Alarcon akka chitarra. Hanno pubblicato il primo singolo, "The Cure", il 26 aprile 2019. Un secondo singolo, "A Voice in the Violence", è stato pubblicato il 16 maggio 2019. Un terzo singolo, "Drifter", è stato presentato in anteprima tramite Revolver Magazine il 13 giugno 2019.

## Membri
Attuali

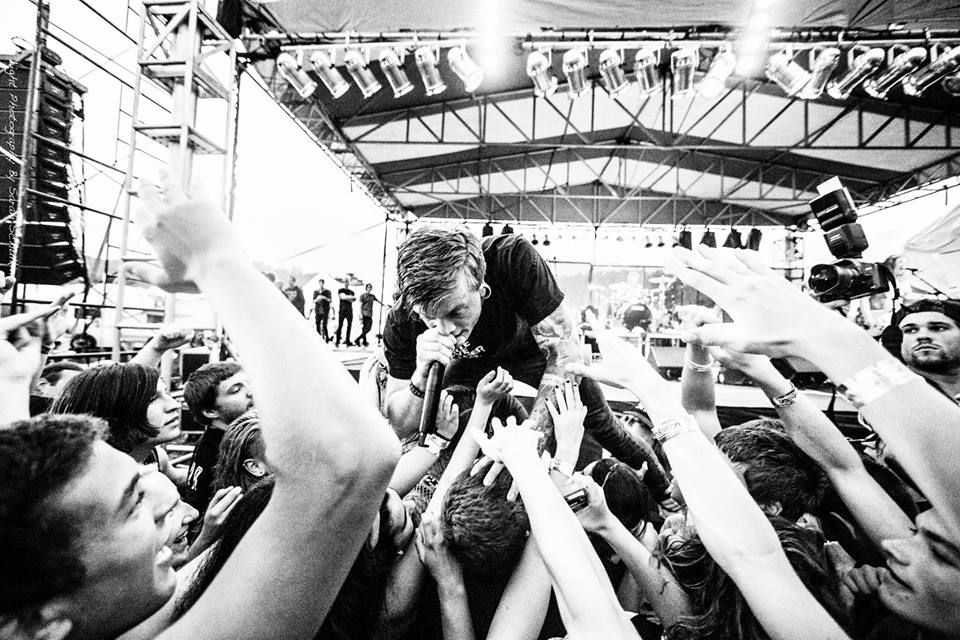
Wolves at the Gate nel 2013

- Steve Cobucci - chitarre, voce pulita (dal 2008 ad oggi)
- Ben Summers - basso, voce secondaria (2008-oggi)
- Nick Detty - voce sporca, piano (2012-oggi)
- Abishai Collingsworth - batteria (2015-oggi)
- Joey Alarcon - chitarre (2018-oggi)

Ex-membri
- Ryan Connelly - batteria (2008)
- Dave Nester - batteria (2008–2010)
- Colin Jones - voce sporca (2008–2011)
- Jeremy Steckel - chitarra solista (2008–2012)
- Ben Millhouse - batteria (2012–2013)
- Dylan Baxter - batteria (2013–2015)

Cronologia 

## Discografia

### Album in studio
| Titolo              | Dettagli                                                                                            | Massima posizione in classifica | Massima posizione in classifica | Massima posizione in classifica | Massima posizione in classifica | Massima posizione in classifica |
| Titolo              | Dettagli                                                                                            | US                              | US Christ                       | US Rock                         | US Hard                         | US Indie                        |
| ------------------- | --------------------------------------------------------------------------------------------------- | ------------------------------- | ------------------------------- | ------------------------------- | ------------------------------- | ------------------------------- |
| Captors             | - Data di pubblicazione: 3 Luglio 2012 - Label: Solid State Records - Formats: CD, digital download | —                               | 7                               | —                               | 17                              | —                               |
| VxV                 | - Data di pubblicazione: 10 Giugno 2014 - Label: Solid State - Formats: CD, LP, digital download    | 134                             | 6                               | 41                              | 13                              | 25                              |
| Types & Shadows     | - Data di pubblicazione: 4 Novembre 2016 - Label: Solid State - Formats: CD, LP, digital download   | —                               | 8                               | 24                              | 8                               | 12                              |
| Eclipse             | - Data di pubblicazione: 26 luglio 2019 - Label: Solid State - Formats: CD, LP, digital download    | —                               | 4                               | —                               | 23                              | 10                              |
| Eulogies            | - Data di pubblicazione: 11 Marzo 2022 - Label: Solid State - Formats: CD, LP, digital download     |                                 |                                 |                                 |                                 |                                 |
| Lost In Translation | - Data di pubblicazione: 22 Settembre 2023 - Label: Solid State - Formats: CD, LP, digital download |                                 |                                 |                                 |                                 |                                 |

### EP indipendenti
| Anno | Album                        | Etichetta   |
| ---- | ---------------------------- | ----------- |
| 2009 | Prisoner of War (demo)       | Independent |
| 2010 | Pulled from the Deep (demo)  | Independent |
| 2011 | We Are the Ones (unreleased) | Independent |

### EP in studio
| Anno | EP              | Etichetta           |
| ---- | --------------- | ------------------- |
| 2011 | We Are the Ones | Solid State Records |
| 2013 | Back to School  | Solid State Records |
| 2015 | Reprise         | Solid State Records |
| 2022 | Lowborn         | Solid State Records |

### Singoli
| Anno | Titolo                     | Etichetta           | Album             |
| ---- | -------------------------- | ------------------- | ----------------- |
| 2012 | "The King"                 | Solid State Records | Singolo non-album |
| 2012 | "Dead Man"                 | Solid State Records | Captors           |
| 2014 | "The Bird and the Snake"   | Solid State Records | VxV               |
| 2014 | "Dust to Dust"             | Solid State Records | VxV               |
| 2016 | "Flickering Flame"         | Solid State Records | Types & Shadows   |
| 2016 | "Asleep"                   | Solid State Records | Types & Shadows   |
| 2016 | "War in the Time of Peace" | Solid State Records | Types & Shadows   |
| 2019 | "The Cure"                 | Solid State Records | Eclipse           |
| 2019 | "A Voice in the Violence"  | Solid State Records | Eclipse           |
| 2019 | "Drifter"                  | Solid State Records | Eclipse           |
| 2019 | "Counterfeit"              | Solid State Records | Eclipse           |

### Esplicative
1. ↑  Album non entrato nella Billboard  200, ma ha raggiunto il numero 8159 nella classifica Top Current Albums.
2. ↑  Album non entrato nella Billboard  200, ma ha raggiunto il numero 87 nella classifica Top Current Albums.
3. ↑  Album non entrato nella Billboard  200, ma ha raggiunto il numero 32 nella classifica Top Current Albums.